# Cromhall
Cromhall – wieś w Anglii, w hrabstwie ceremonialnym Gloucestershire, w dystrykcie (unitary authority) South Gloucestershire. Leży 22 km na północny wschód od miasta Bristol i 161 km na zachód od Londynu.